# Ostatni akord (film 1969)
Ostatni akord – polski krótkometrażowy film dokumentalny w reżyserii Mariana Duszyńskiego z 1969. Narratorem filmu jest aktor Andrzej Zaorski.

## Fabuła
Ostatni akord jest montażem archiwalnych zdjęć obrazujących udział 1. i 2. Armii ludowego Wojska Polskiego w operacji berlińskiej i będącej jej częścią operacji łużyckiej (bitwa pod Budziszynem) podczas końcowej fazy II wojny światowej.